# Jamestown, Pennsylvania
Jamestown är en ort i Mercer County i delstaten Pennsylvania, USA.